# Аурела Гаче
Ауре́ла Га́че (алб. Aurela Gaçe; 16 жовтня 1974, Лакатунді) — албанська співачка. 
Тричі переможниця албанського конкурсу Festivali i Këngës в 1999 , 2001 і 2010 роках. Живе в Нью-Йорк, США. Аурела Гаче представляла Албанію на конкурсі пісні Євробачення 2011 в Дюссельдорфі з піснею Kënga ime. Співачка посіла 14-те місце у першому півфіналі.

## Музичні сингли
- 2007 — Hape Veten (Winner song of Kenga Magjike 2007)
- 2009 — Mu thane syte
- 2009 — Jehonë (feat. West Side Family)
- 2009 — Bosh
- 2010 — Origjinale (feat. Dr. Flori & Marsel)
- 2010 — Kënga ime